# Xchange2
『Xchange2』（エックスチェンジ・ツー）は、1999年8月27日にCROWDから発売されたWindows用18禁恋愛アドベンチャーゲーム。「Xchange」シリーズの第2作。

## 概要
本作は、性転換（TSF）を題材にした「Xchange」シリーズの第2作であり、前作『Xchange』の続編作品にあたる。
本作の廉価版やリメイク版も発売され、2002年12月12日にパッケージを変更し価格を引き下げた『Xchange2 復刻版』、2004年10月15日にキャスト変更・CGリニューアルしたリメイク版『Xchange2R』（エックスチェンジツー・リメイク）が発売された。なお、『Xchange2R』は2004年10月15日発売『Xチェン-BOX』（ペケチェンボックス）にも収録されている。
他にも1999年に、村上早紀による小説版がパラダイム（パラダイムノベル）から発売されている。

## あらすじ
前回の騒動から1年。3年生になり、化学部部長になり、明日香とも公認のカップルになった拓也。しかし、後輩の河原千里が作った機械でまたしても女の子になってしまう。相変わらず男女かまわず迫られるとずるずるエッチをしてしまうたくやは、無事に男に戻れるか？

## 登場キャラクター
キャストは『Xchange2R』のものを記す。『Xchange2』の声優は全て未公表。
相原 拓也（あいはら たくや）
宮野森学園3年生。化学部部長。河原千里の作った怪しげな機械により、またしても女になる。
相原 たくや（あいはら たくや）
声 - 上戸琉
拓也の女バージョン。身体の女性化と同時に言葉遣い等精神も女性化している。
片桐 明日香（かたぎり あすか）
声 - 涼森ちさと
拓也の幼なじみで宮野森学園の同級生。前回の事件がきっかけで拓也と公認のカップルになっている。相変わらず毎朝、拓也を起こしに来る。
佐藤 麻美（さとう あさみ）
薬科大学生。化学部前部長。
工藤 弘二（くどう こうじ）
声 - やましたとも
宮野森学園2年生。女になったたくやが忘れられず、化学部に入部してチャンスをうかがっている。
河原 千里（かわはら ちさと）
声 - 榎津まお
宮野森学園1年生。化学部員。同じマッドサイエンティストとして、佐藤麻美にライバル意識を燃やしている。
永田 舞子（ながた まいこ）
声 - 桜井唯
宮野森学園生。男性恐怖症から同性愛に走っている。
渡辺 美由紀（わたなべ みゆき）
声 - 月山かなる
宮野森学園演劇部部長。役に入ると周囲が見えなくなる。次回作の舞台の主役をたくやに依頼してくる。
大鳥 静香（おおとり しずか）
声 - 伊藤瞳子
円山聖心女学園に通うお嬢様にして有名なピアニスト。箱入り娘で、実家と学校と寮以外の世界を知らない。女になったたくやに酷似している。
深川 恭子（ふかがわ きょうこ）
声 - 高瀬聖
幼く見えるが大学生。カメラの趣味である父親と2人暮らし。
藤枝 めぐみ（ふじえだ めぐみ）
声 - 萌木唯
南円山学園に通っている。引っ込み思案を直すためにカラオケボックスでアルバイトをしている。
相原 夏美（あいはら なつみ）
『Xchange2R』のみの登場。 拓也の義理の姉。血は繋がっていない。宮野森学園出身。
松永 啓子（まつなが けいこ）
宮野森学園の保健教諭。かわいい少女に目がない。

## スタッフ
- キャラクターデザイン・原画 - 赤碕やすま
- シナリオ - 阿部直
- Xchange2R追加シナリオ - 騎西ソアラ

## 主題歌
『Xchange2』
OP「そよ風の行方」
作詞・作曲・編曲：高瀬一矢 / 歌：AKI
ED「今、この時間が…」
作詞：永田善也 / 作曲・編曲：高瀬一矢 / 歌：片桐明日香（鷹月さくら）
『Xchange2R』
OP「奇跡の宝物」
歌：東風たまこ
ED「La-La-Ru」
歌：Rita